# Hendrik van Steenwijk de Oudere
Hendrik van Steenwijck de Oudere (ook wel Steenwyck, Steenwijk) (c. 1550, Kampen – 1 september 1603, Frankfurt am Main) was een Nederlands architectuurschilder. Hij was een leerling van Hans Vredeman de Vries en de vader en leermeester van Hendrik van Steenwijk de Jongere.

## Levensloop
Van Steenwijck was een van de eerste bekende interieurschilders, een genre dat erg populair was tijdens de gouden eeuw en in de Vlaamse barokschilderkunst. Hij maakte meer gebruik van natuurlijk licht en perspectief in zijn werk dan zijn leermeester Hans Vredeman de Vries. Hij werkte onder andere te Aken (1573-6), Antwerpen (1577-85) en Frankfurt (vanaf 1586). In deze laatste stad vestigde hij zijn atelier.
- Bibliothèque nationale de France: cb16150008z (data)
- Biografisch Portaal: 59098036
- Gemeinsame Normdatei: 130368725
- International Standard Name Identifier: 0000 0001 2031 5155
- KulturNav: f6a64ca4-c8e2-493d-9583-648df49161d4
- Library of Congress Control Number: nr92038353
- Nederlandse Thesaurus van Auteursnamen: 320431932
- RKD-Nederlands Instituut voor Kunstgeschiedenis: 74869
- Système universitaire de documentation: 226326780
- Union List of Artist Names: 500014378
- Virtual International Authority File: 100390062
- WorldCat: E39PCjtBykt6wwPr3P8VhwGMWC